# Viveka Seldahl
Viveka Kristina Seldahl (Stoccolma, 15 marzo 1944 – Stoccolma, 3 novembre 2001) è stata un'attrice svedese, vincitrice del premio Guldbagge come miglior attrice.

## Biografia
Cresce senza padre, alternandosi a vivere tra la madre nel quartiere di Söderort della capitale, e i nonni al confine con la Norvegia nella zona dello Jämtland. Nel 1967, al terzo tentativo, viene accettata dall'Accademia Nazionale di Arte Drammatica di Göteborg, dove si diploma nel 1970. Attrice teatrale di successo, nel 1976 debutta in televisione e successivamente al cinema.

## Vita privata
Viveka Seldahl visse con il collega attore Sven Wollter dal 1971 fino alla sua morte. Con lui ebbe un figlio, anch'egli attore, Karl Seldahl, nato nel 1975.

## Filmografia parziale

### Cinema
- S/Y Glädjen, regia di Göran du Rées (1989)
- Änglagård, regia di Colin Nutley (1992)
- Jerusalem, regia di Bille August (1996)
- Juloratoriet, regia di Kjell-Åke Andersson  (1996)
- En sång för Martin, regia di Bille August (2001)

## Riconoscimenti
- Guldbagge
  - 1990 - Miglior attrice per S/Y Glädjen
  - 1995 - Candidata a miglior attrice per Änglagård
  - 1997 - Candidata a miglior attrice non protagonista per Juloratoriet
  - 2002 - Miglior attrice per En sång för Martin (postumo)
- Festival internazionale del cinema di Karlovy Vary
  - 2001 - Miglior attrice per En sång för Martin